# Звежинець (Белхатовський повіт)
Звежинець (пол. Zwierzyniec) — село в Польщі, у гміні Дружбиці Белхатовського повіту Лодзинського воєводства.
Населення — 225 осіб (2011).
У 1975-1998 роках село належало до Пйотрковського воєводства.

## Демографія
Демографічна структура станом на 31 березня 2011 року:
|          | Загалом | Допрацездатний вік | Працездатний вік | Постпрацездатний вік |
| -------- | ------- | ------------------ | ---------------- | -------------------- |
| Чоловіки | 103     | 22                 | 70               | 11                   |
| Жінки    | 122     | 23                 | 73               | 26                   |
| Разом    | 225     | 45                 | 143              | 37                   |